# Йозеф Лабор
Йозеф Лабор (нім. Josef Labor; 29 червня 1842, Горжовіце, Богемія — 26 квітня 1924, Відень) — австрійський музикант і композитор пізнього романтизму.

## Біографія

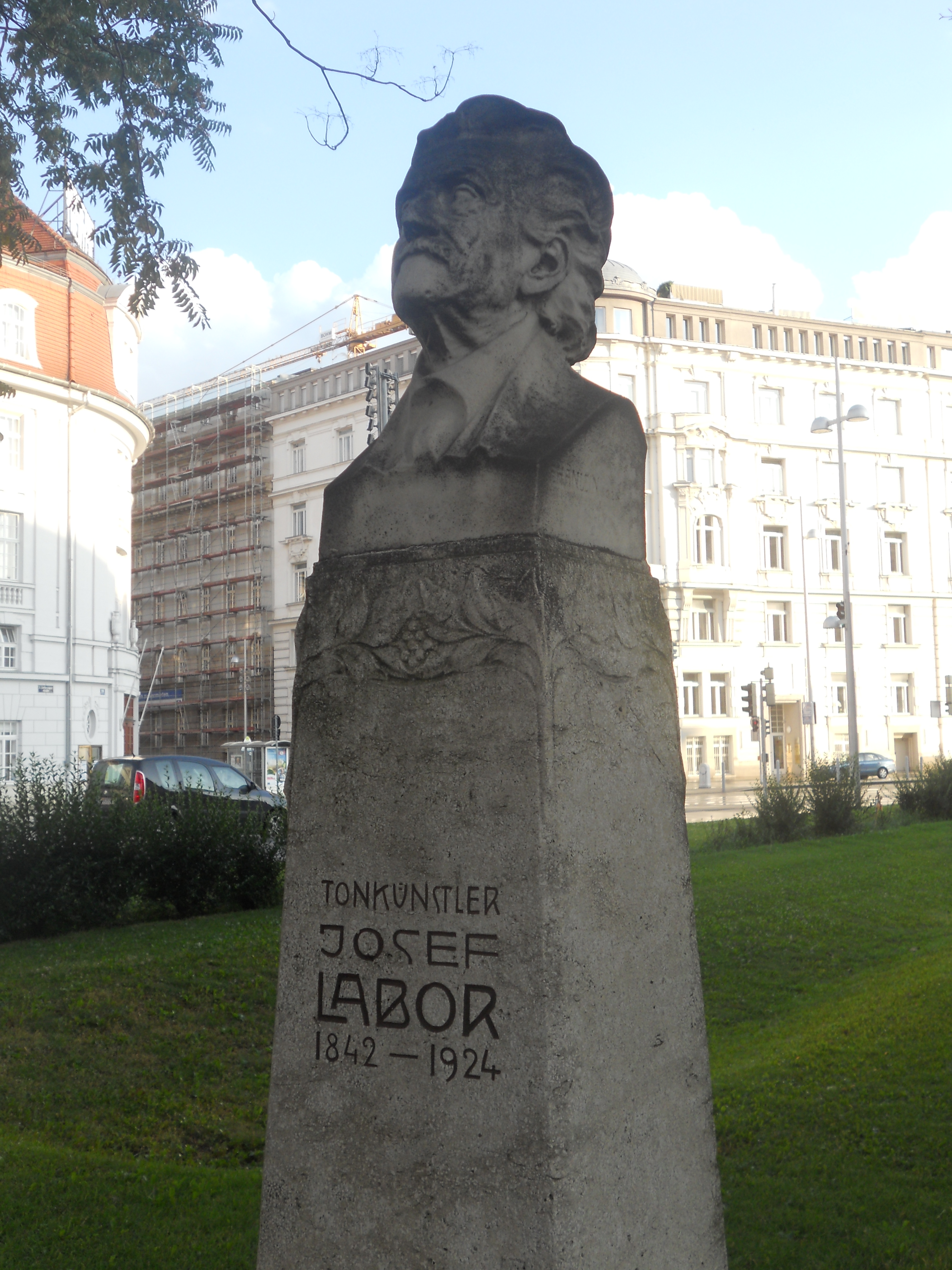
Пам'ятник Йозефу Лабору у Відні

В результаті захворювання віспою в трилітньому віці осліп. Музичну освіту здобув в Інституті для сліпих у Відні, потім продовжив навчання у Віденській консерваторії під керівництвом Едварда Піркхерта (фортеп'яно) і Симона Зехтера (композиція).
Гастролював Францією, Англією, Росією та Скандинавією.
Дружні стосунки пов'язували його зі сліпим королем Георгом V Ганноверським. З 1865 він став піаністом в королівському камерному оркестрі, а після окупації та анексії Ганновера Пруссією за результатами Австро-пруської війни 1866 року поїхав з королем Георгом V в тому ж році до Відня у вигнання.
Тут працював викладачем фортеп'яно і теорії музики. У числі його учнів були Арнольд Шенберг, Юліус Біттнер і Пауль Вітгенштейн.
У 1875 році оселився в австрійському Гмундені та брав уроки гри на органі у відомого церковного музиканта Йоганна Е. Хаберта. У 1904 році Й. Лабору було присвоєно звання «імператорського придворного органіста».
На прохання свого учня Пауля Вітгенштейна і за рахунок коштів родини Вітгенштейна в 1912 році видав майже всі свої музичні твори.

## Деякі твори
- Sonate für Violine und Klavier тв. 5
- Klavierquartett тв. 6
- Sonate für Violoncello und Klavier A-Dur тв. 7
- Thema und Variationen für Horn oder Violoncello und Klavier тв. 10
- Quintett für Klarinette, Violine, Viola, Violoncello und Pianoforte тв. 11
- Orgelsonate h-moll тв. 15
- Big Ben Capriccio für 2 Klaviere zu vier Händen
- Quintett für Klavier, Violine, Viola, Violoncello und Kontrabass
- Konzert für Violine und Orchester G-Dur.